# Mitchell Leisen
Mitchell Leisen (6. oktober 1898 – 28. oktober 1972) var en amerikansk filminstruktør, art director og Kostumedesigner.
Han begyndte sit arbejde i filmindustrien i 1920'erne indenfor scenografi og kostumedesign. Han instruerede sin første spillefilm i 1933 (Nonnebarnet) og blev kendt for sin gode æstetiske sans og evne til at skinnende Hollywood-melodramaer og Screwball comedy.
Blandt hans mest kendte film er Den sælsomme gæst (1934), Sensationernes Revy (1934) og Midnat og Det må ikke blive morgen
de sidste to med manuskript af Billy Wilder. Løs paa Traaden (1937) med manuskript af Preston Sturges og med Jean Arthur i hovedrollen, var en anden vigtig succes i hans karriere.
Hans comeback-film, komedien Hvedebrødsdage ble produceret af Charles Brackett med manuskript af Brackett, Richard Breen og Walter Reisch, og var en opdateret version af hans tidligere screwballkomedier fra 1930-tallet. Dette blev hans sidste succesfulde film.
Leisen fik sin eneste nominering til en Oscar for bedste scenografi i 1930 for sit arbejde med filmen Dynamit.